# Erythromeris caesa
Erythromeris caesa är en fjärilsart som beskrevs av Jean Baptiste Boisduval 1875. Erythromeris caesa ingår i släktet Erythromeris och familjen påfågelsspinnare. Inga underarter finns listade i Catalogue of Life.